# IELTS
IELTS (International English Language Testing System) – test sprawdzający umiejętności językowe, stosowany do oceny poziomu znajomości języka angielskiego osób przyjmowanych na studia lub do pracy, a także jako ocena postępów w toku nauki. Stworzony został przez trzy instytucje: British Council, University of Cambridge ESOL Examinations oraz IDP Australia.
IELTS jest uznawany przez największe uczelnie, firmy oraz instytucje zawodowe na świecie oraz niemal wszystkie uczelnie wyższe w Wielkiej Brytanii, a także wiele szkół w Australii, Kanadzie, Nowej Zelandii, Republice Południowej Afryki, Irlandii, Francji, Niemczech, Włoszech, Belgii, Chinach, Korei, Hongkongu, Holandii i innych krajach. IELTS jest warunkiem koniecznym przy emigracji do Australii, Kanady lub Nowej Zelandii.
IELTS jest alternatywą innego egzaminu językowego - TOEFL.

## StrukturaIELTS
Dostępne są dwa moduły egzaminu IELTS: Academic i General Training. Wybór modułu uzależniony jest od wskazań instytucji, na potrzeby której zdawany jest egzamin. Ogólnie mówiąc:
- moduł Academic przeznaczony jest dla osób planujących studia w języku angielskim, natomiast
- moduł General Training jest odpowiedni dla osób pragnących zdobyć doświadczenie zawodowe lub odbyć staż w krajach, gdzie angielski jest językiem komunikowania się oraz dla osób imigrujących do Australii, Kanady i Nowej Zelandii.

IELTS składa się z czterech części: 
- Słuchanie,
- Czytanie,
- Pisanie,
- Mówienie.

Wszyscy kandydaci, niezależnie od wybranego modułu, zdają takie same części Słuchanie i Mówienie. Rozróżnienie według modułu dotyczy natomiast części Czytanie i Pisanie. Części pisemne egzaminu trwają około 3 godzin (bez przerw). Część ustna egzaminu może odbyć się tego samego dnia lub na 7 dni przed albo po części pisemnej. Przebiega ona w formie spotkania 1:1, czyli jeden kandydat z jednym egzaminatorem. Dodatkowo rozmowa jest nagrywana.

## Skala ocenIELTS
Na wynik egzaminu IELTS składają się oceny uzyskane z poszczególnych części egzaminu (w skali od 1 do 9 punktów), a także ocena końcowa (w skali od 1 do 9 punktów). Każda ocena odpowiada konkretnym umiejętnościom, jakimi wykazał się kandydat. Najwyższa liczba punktów to 9 i oznacza to, że dana osoba płynnie i ze zrozumieniem posługuje się językiem angielskim (tzw. Expert User). Najniższa ocena to 1 i oznacza, że dana osoba nie jest w stanie posługiwać się językiem obcym poza kilkoma pojedynczymi słowami (tzw. Non User).